# Fairy (松田聖子のアルバム)
『fairy』（フェアリー）は、松田聖子通算38枚目のオリジナル・アルバム。2005年4月6日発売。発売元はSony Records。

## 解説
タイトルの和訳は「妖精」。コンサートのオープニング映像やグッズにも、妖精のシルエットをモチーフとしたキャラクターが使用されていた。
2004年12月頃からオンエアされ、娘の神田沙也加（当時はSAYAKA）との共演も話題となった大京ライオンズマンションのコマーシャルソング「永遠さえ感じた夜」をはじめ間奏曲を含む全11曲を収録。
ジャケット・インナーフォトは、アルバム『LOVE』（2000年）以来となる篠山紀信が撮影した。初回生産分のみ、透明三方背BOX仕様、3ヵ月ごと計4枚の卓上サイズカレンダーが特典として封入された。
オリコンアルバムチャートTOP10にランクインし、アルバムTOP10ランクイン数が、女性歌手部門で松任谷由実と並び歴代第1位となった（2005年4月当時の記録）。
松田のオリジナル・アルバムは、例年は5月か6月頃の初夏に発売されることが多いが、本作は4月に発売され、当時25年のキャリアの中で、4月にオリジナル・アルバムが発売されたのは初めてであった。収録曲には歌詞に「春」という言葉を含む楽曲もある。
本アルバムと連動した夏のコンサートツアー『SEIKO MATSUDA CONCERT TOUR 2005 fairy』が行われたが、本作からの披露は3曲のみであった。このコンサートツアーは同年11月23日にDVD化された。
なお、コンサートの日本武道館公演では、ステージ上の松田から関係者席に座る篠山紀信が紹介され、隣の席には篠山の妻である南沙織の姿もあった。2006年6月14日に発売された南沙織の歌手デビュー35周年記念商品『Cynthia Premium』の解説本で、南は「カラオケでよく歌うのは聖子ちゃんの曲」と述べている。。

## 収録曲
全作詞:Seiko Matsuda（except #5)／作曲（特記除く）・全編曲:Yuji Toriyama
1. Giselle　（5:22）
2. 永遠さえ感じた夜　（4:40）
  - 63rdシングル
3. 花びら　（4:52）
  - 作曲: Koji Hayashi & Yuji Toriyama
  - 1981年のアルバム「Silhouette～シルエット～」収録曲とは同名異曲
4. Let's try again　（4:07）
5. fairytale（Interlude）　（1:31）
6. あの日のまま　（4:22）
7. 夢見てた二人　（5:12）
  - 63rdシングル C/W
8. ウェディングロード　（4:37）
  - 作曲:Hiroko Shigezumi
9. Just for tonight　（4:21）
  - 作曲:Philippe Saisse
  - 2002年のシングル『Just for tonight』とは同名異曲
10. あなたが遠すぎて　（5:22）
11. Stars　（4:00）

## 参加ミュージシャン
- All Instruments & Programming: Yuji Toriyama
- Orchestration & Conducting: Robin Smith (#2)
- Orchestra: Royal Philharmonic Orchestra (#2)
- Strings: NAOTO Strings (#6, 7)
- Background Vocals: Yuko Kawai (#3, 4, 6～8, 10) / Yasuhiro Kido (#3, 4, 6～10) / Junko Hirotani (#3, 4, 6～8, 10) / Seiko Matsuda (#9)
- Alto Flute: Takuo Yamamoto (#7)
- Flugelhorn: Koji Nishimura (#7)